# فلیکس آیلمر
فلیکس آیلمر (انگلیسی: Felix Aylmer؛ ۲۱ فوریهٔ ۱۸۸۹ – ۲ سپتامبر ۱۹۷۹) یک هنرپیشه اهل بریتانیا بود.
از فیلم‌ها یا برنامه‌های تلویزیونی که وی در آن نقش داشته است می‌توان به هملت، هنری پنجم، دژ، آناستازیا، مومیایی، ژان مقدس، آیوانهو، بکیت، کجا می‌روی، کریستف کلمب، آلیس در سرزمین عجایب، ادوارد، پسرم، خروج، میزهای تک‌نفره، پرنس روباهان، هر طور شما دوست دارید، سایه و شراره آسمانی اشاره کرد.